# Cixius pilifer
Cixius pilifer är en insektsart som beskrevs av Melichar 1903. Cixius pilifer ingår i släktet Cixius och familjen kilstritar.
Artens utbredningsområde är Sri Lanka. Inga underarter finns listade i Catalogue of Life.